# Fagosoma
Un fagosoma o vesícula endocítica és una vesícula que es forma a l'interior de la cèl·lula lligada a la membrana, formada durant el procés de la fagocitosi, conté microorganismes o material extracel·lular, fusionant-se amb altres estructures intracel·lulars com els lisosomes, condueixen a la degradació enzimàtica del material ingerit.
En aquest compartiment cel·lular es poden matar i digerir-se microorganismes patògens.
Aquesta vesícula endocítica pot contenir molècules o estructures que són massa grans per creuar la membrana a través del transport actiu o pel de difusió.
Els fagosomes es fonen amb els lisosomes en el seu procés de maduració formant fagolisosomes. Aquests fagolisosomes poden conduir a la degradació enzimàtica del material ingerit.
Alguns patògens bacterials que arriben a l'interior de les cèl·lules a través dels fagosomes, es reprodueixen a l'interior del fagolisosoma formats (Coxiella), o s'escapen cap al citoplasma abans que el fagosoma es fusioni amb el lisosoma (Rickèttsia).